# Refresh Man
Refresh Man (chino: 後菜鳥的燦爛時代, pinyin: hòu cài niǎo de càn làn shí dài) es una serie de televisión taiwanesa transmitida del 6 de marzo del 2016 hasta el 26 de junio del 2016 por medio de la cadena TTV.

## Sinopsis
En la secundaria Zhong Yu Tang es una joven sobresaliente con un futuro brillante por delante y siempre está colocada en los primeros lugares de la escuela, mientras que su compañero Ji Wen Kai, es uno de los estudiantes con menos éxito y que causan conflictos. Siempre están compitiendo y Yu Tang siempre gana. Cuando Yu Tang es asignada para supervisar a Wen Kai, su relación se vuelve más cercana.
Aunque Wen Kai actúa como si no le importa Yu Tang, en realidad en secreto está enamorado de ella, sin embargo no tiene la suficiente confianza para decírselo, y más tarde una serie de malos entendidos los separa. 
Diez años más tarde, las cosas han cambiado. Ahora Wen Kai es el nuevo CEO de la popular compañía de cosméticos "MUSE Cosmetics" de Tian Xi, para la que Yu Tang, trabaja. Cuando se encuentra con Yu Tang, hace que se convierta en su secretaria personal, sin embargo en su primer día trabajando para él, se da cuenta de que no está a la altura de ser una secretaria ejecutiva cuando falla miserablemente en una tarea. Por lo que Wen Kai decide llamar a su asistente Ai Sha, la única que puede comunicarse en ruso, para que lo ayude a traducir durante una reunión de negocios con una cuenta en el extranjero y leer los documentos extranjeros, por lo que es contratada por la empresa.
Wen Kai no ha dejado de amarla y sigue enamorado de ella, sin embargo debido a una serie de malos entendidos y al sentirse excluida por Wen Kai y Ai Sha, Yu Tang decide renunciar, sin embargo Wen Kai, la obliga a quedarse como empleada de la compañía durante tres años debido al contrato que había firmado para estudiar en el extranjero un año anterior. Viendo que Yu Tang no tiene pasión por el puesto como secretaria personal, Wen Kai decide transferirla al peor departamento en desempeño de la compañía, el Equipo de "Ventas 3". Dentro de la compañía hay rumores de que el equipo de ventas es tan malo que sus miembros nunca logran alcanzar lo más alto, por otro lado su área de trabajo está ubicada en el sótano del edificio, el cual no tiene mantenimiento y cuando los miembros escuchan pasos acercarse, todo el equipo pretende estar trabajando duro, sin embargo luego vuelven a su estado natural y a realizar sus asuntos personales cuando se van.
Al inicio Yu Tang cree que es la venganza de Wen Kai, por haberlo tratado duramente durante la secundaria, sin embargo la verdadera razón de Wen Kai por la cual la transfirió al equipo de ventas, es porque él quiere que el equipo sea un departamento productivo. También quiere fortalecer a Yu Tang, ayudándola a enfrentarse a diversos obstáculos.
Cuando el equipo de ventas pierde una cuenta clave a largo pazo que mantiene su departamento a flote, Wen Kai les da una nueva cuenta para que manejen y transfiere a Shen You Rui de otro departamento al equipo de ventas. Sin embargo pronto la vida laboral de Yu Tang va de mal en peor, ya que tiene que soportar el constante coqueteo de You Rui.
Aunque al inicio Wen Kai no le revela sus sentimientos Yu Tang, poco a poco ambos se verán incapaces de esconder lo que sienten el uno por el otro.

## Reparto

### Personajes principales
| Actor        | Personaje               | Ocupación                                                                                 | Nº de episodios | Duración |
| ------------ | ----------------------- | ----------------------------------------------------------------------------------------- | --------------- | -------- |
| Aaron Yan    | Ji Wen Kai / Kelvin     | CEO de "MUSE Cosmetics" de Tian Xi Corporation Miembro de "MUSE DD Gruop"                 | 17              | 2016     |
| Joanne Tseng | Zhong Yu Tang / Jie Jie | Asistente de Wen Kai en "MUSE Cosmetics" Miembro del Equipo de Ventas "Team 3"            | 17              | 2016     |
| Jack Lee     | Wang Zi Yu              | Gerente General de "Xinwei Bioscience's" ex-Secretario Principal en "Xinwei Bioscience's" | 13              | 2016     |
| Lene Lai     | Miao Ai Sha             | Asistente en "MUSE Cosmetics" ex-Asistente en "Xinwei Bioscience's"                       | 16              | 2016     |

### Personajes secundarios
| Actor        | Personaje      | Ocupación                                                                                    | Nº de episodios | Duración |
| ------------ | -------------- | -------------------------------------------------------------------------------------------- | --------------- | -------- |
| Sara Xiu     | Meng He        | Jefa del Departamento de Ventas de MUSE Cosmetics Jefa del Equipo de Ventas "Team 3"         | 17              | 2016     |
| Cherry Hsia  | Huang Jia Ying | Miembro del Departamento de Ventas 3 Miembro del Equipo de Ventas "Team 3" de MUSE Cosmetics | 17              | 2016     |
| JR           | Shen You Rui   | Miembro del Departamento de Ventas 3 Miembro del Equipo de Ventas "Team 3" de MUSE Cosmetics | 17              | 2016     |
| Chang Roy    | Zhu Liang Yu   | Miembro del Departamento de Ventas 3 Miembro del Equipo de Ventas "Team 3" de MUSE Cosmetics | 17              | 2016     |
| Jenny Huang  | Jiang Hui Xin  | Miembro del Departamento de Ventas 3 Miembro del Equipo de Ventas "Team 3" de MUSE Cosmetics | 17              | 2016     |
| Wang Dao Nan | Zhong Kui      | Padre de Yu Tang y Yu Han / Dueño de "Homelet's Smile"                                       | 9               | 2016     |
| Andy Ko      | Zhong Yu Han   | Hermano Menor de Yu Tang / Empleado de "Homelet's Smile"                                     | 9               | 2016     |
| Yin Fu       | Wang Hai Di    | Compañera de Clases de Wen Kai y Yu Tang                                                     | 6               | 2016     |
| Stanley Mei  | Cai Sheng Ren  | Amigo de Wen Kai                                                                             | 4               | 2016     |

### Otros personajes
| Actor              | Personaje               | Ocupación                                                                                   | Nº de episodios | Duración |
| ------------------ | ----------------------- | ------------------------------------------------------------------------------------------- | --------------- | -------- |
| Paul Hsu           | Jia Zhong Xian          | Miembro de "Xinwei Bioscience's" ex-Miembro del Equipo de Ventas "Team 1" en MUSE Cosmetics | 7               | 2016     |
| ID Yu              | Wendy                   | Secretaria de "Xinwei Bioscience's" ex-Secretaria en "MUSE Cosmetics"                       | 7               | 2016     |
| Jeniffer Wang      | Amy                     | ex-Secretaria en "MUSE Cosmetics"                                                           | 7               | 2016     |
| Stephenie Lim      | Hua Ru Ping             | Esposa de Cai                                                                               | 5               | 2016     |
| Ting Chiang        | Shen Yue Feng           | Presidente de "Tian Xi Corporation - MUSE Cosmetics"                                        | 5               | 2016     |
| Guan Jin Zong      | Cai                     | Director de "YOURS"                                                                         | 4               | 2016     |
| Wang Chi Chiang    | Tío Wang                | Dueño de la Heladería                                                                       | 4               | 2016     |
| Ray Fan            | He Mei Xing / Zhong     | Madre de Yu Tang y Yu Han                                                                   | 4               | 2016     |
| Lung Shao-hua      | Wang Chao Long          | Presidente de "Xinwei Corporation"                                                          | 3               | 2016     |
| Calvin Lee         | Ah Hui                  | Dueño de un Compañía Manufacturera                                                          | 3               | 2016     |
| -                  | Nancy                   | Recepcionista en "MUSE Cosmetics"                                                           | 3               | 2016     |
| Yong Lea           | Lou                     | Miembro de "YOURS"                                                                          | 2               | 2016     |
| Vince Kao          | Zhang Zhu Mi            | Secretario en "YOURS"                                                                       | 2               | 2016     |
| Cheng Zheng Jun    | Zheng                   | Jefe                                                                                        | 2               | 2016     |
| Soso Tseng         | -                       | Dueño de la Tienda de Juguetes para Niños                                                   | 2               | 2016     |
| Gina Lim           | -                       | Secretaria del Director Cai                                                                 | 2               | 2016     |
| Bi Zhi Gang        | Tío Li                  | Cobratario                                                                                  | 2               | 2016     |
| Xu Mou Jun         | -                       | Estudiante Problemático en la Graduación                                                    | 2               | 2016     |
| Zhan Bo Xiang      | -                       | Estudiante Problemático en la Graduación                                                    | 2               | 2016     |
| Ren Yuan Yuan      | Zhang Zhu Mi            | Secretaria / Acompañante de Zhu Mi                                                          | 2               | 2016     |
| Jian Yi Zhe        | Huang                   | Director                                                                                    | 2               | 2016     |
| John Chen          | Lian Shi Qiang / Johnny | ex-Esposo de Huang Jia Ying                                                                 | 2               | 2016     |
| -                  | Mr. He                  | Adivino                                                                                     | 2               | 2016     |
| Lin Xin Ying       | Yu Tang (de joven)      | Estudiante                                                                                  | 1               | 2016     |
| Zhang Ji Quan      | Xu Yong Cheng           | ex-Miembro del Equipo de Ventas "Team 1" en MUSE Cosmetics                                  | 1               | 2016     |
| Xue Zi Fei         | Wu                      | Representante                                                                               | 1               | 2016     |
| Tang Tsung Sheng   | Zhan Shang Yang         | -                                                                                           | 1               | 2016     |
| -                  | Jiang                   | Director                                                                                    | 1               | 2016     |
| -                  | She                     | Gerente                                                                                     | 1               | 2016     |
| -                  | Zhuang                  | Presidente y Miembro del Depto. de Chunhe                                                   | 1               | 2016     |
| -                  | Ren                     | Gerente                                                                                     | 1               | 2016     |
| Yang Yu Cheng      | -                       | Vendedora de Bolsas                                                                         | 1               | 2016     |
| Su An Bang         | -                       | Personal de la Clase de Negocios                                                            | 1               | 2016     |
| Lin Zhe Wei        | -                       | Personal de la Clase de Negocios                                                            | 1               | 2016     |
| -                  | Mr. Tapkovsky           | Representante de "MUSE DD Gruop"                                                            | 1               | 2016     |
| Joseph Ma          | -                       | -                                                                                           | 1               | 2016     |
| Tan Qing Pu        | Hong                    | Director Ejecutivo                                                                          | 1               | 2016     |
| Hsieh Chiung Hsuan | -                       | Madre de Ai Sha                                                                             | 1               | 2016     |

## Episodios
La serie estuvo conformada por 17 episodios (en la versión original), mientras que en la versión de Netflix la serie contó con 28 episodios.
Los episodios fueron emitidos los domingos a las 10:00pm.

## Premios y nominaciones
| Año  | Categoría                         | Premio             | Nominado (a)             | Resultado |
| ---- | --------------------------------- | ------------------ | ------------------------ | --------- |
| 2016 | Best Actor                        | Sanlih Drama Award | Aaron Yan                | Nominado  |
| 2016 | Best Actress Award                | Sanlih Drama Award | Joanne Tseng             | Nominada  |
| 2016 | Best Screen Couple Award          | Sanlih Drama Award | Aaron Yan y Joanne Tseng | Nominados |
| 2016 | Best Kiss Award                   | Sanlih Drama Award | Aaron Yan y Joanne Tseng | Nominados |
| 2016 | Viewers Choice Drama's Song Award | Sanlih Drama Award | William Wei              | Nominado  |
| 2016 | Viewers Choice Drama Award        | Sanlih Drama Award | Refresh Man              | Nominado  |

## Producción
La serie fue creada y distribuida por la Sanlih E-Television y también fue conocida como "The After-Rookie's Brilliant Era". Sigue a empleados que al inicio no tienen pasión por su trabajo, no les importa la reputación que se han creado por su bajo rendimiento, siempre y cuando les paguen por ir a trabajar, y sólo se reportan a trabajar a tiempo para hacer cosas personales durante las horas de trabajo y cuentan las horas del día para irse.
Contó con los directores Eri Hao y Ke Zheng Ming así como con el apoyo de los escritores Xu Zhi Yi, Xu Gui Ying, Wang You Zhen, Zhang Fang Ying, Zhan Yun Ru, Zhuang Xin Fu, Sun Shi Fan y Chen Zhao Miao. La producción estuvo a cargo de Leung Hon Fai y Xu Zhi Yi (de la "SETTV") y por Sun Zheng Quan y Pan Yì Qun (de la "TTV"), junto a los productores ejecutivos Hsu Gui Yíng y Lín Yin Sheng.
Las filmaciones comenzaron el 27 de enero del 2016.
La música de apertura de la serie fue el tema "Partner (拍檔)" de Claire Kuo, mientras que la música final fue "You're The First to Come to Mind (第一個想到你)" de William Wei.
Contó con las compañías de producción "Sanlih E-Television" y "Eastern Shine Production Co., Ltd."

### Popularidad
La serie tuvo un gran éxito y fue muy bien recibida, por otro lado a la audiencia también le gustó la pareja y la química que demostraron Aaron Yan y Joanne Tseng.

### Emisión en otros países
| País           | Cadenas / Canal   | Fecha de Inicio | Fecha de Finalización |
| -------------- | ----------------- | --------------- | --------------------- |
| Estados Unidos | Viki              | -               | -                     |
| Hong Kong      | Chinese Drama     | -               | -                     |
| Malasia        | Astro Shuang Xing | -               | -                     |
| Singapur       | E City            | -               | -                     |
| Tailandia      | True Asian Series | -               | -                     |